# Bryce Inn
Bryce Inn, aussi connu sous le nom de Bryce General Store, est un bâtiment historique classé qui est situé dans le parc national de Bryce Canyon dans l'État de l'Utah aux États-Unis. 

## Description
Son architecture est de style rustique (style National Park Service rustic) comme pour de nombreux ouvrages dans les parcs nationaux américains. Le bâtiment a été dessiné par l'architecte Gilbert Stanley Underwood et fut construit en 1932.
Cette construction était le bâtiment principal d'une auberge qui accueillait les visiteurs du parc national de Bryce Canyon logeant dans des cabanons proches. Ces cabanons ont disparu mais Bryce Inn est classée depuis le 25 avril 1995 en tant que  National Historic Landmark.